# Phloeocetis virgea
Phloeocetis virgea är en fjärilsart som beskrevs av Turner 1936. Phloeocetis virgea ingår i släktet Phloeocetis och familjen praktmalar, Oecophoridae. Inga underarter finns listade i Catalogue of Life.